# معشى (فن شعبي)
المَعْشَى هو فن أدائي تراثي، ورقصة شعبية، وإيقاع فلكلوري، وهو من الفنون الشعبية في تهامة بمنطقة جازان جنوب المملكة العربية السعودية، وذكر أنهارقصة جماعية غنائية من رقص الزيفة تقام في أوقات متأخرة من الليل في البادية، ويتضمن المعشى إضافة إلى آلات القرع، آلة المزمار، وقد بدأ المعشى كأهازيجٍ للحروب في الماضي، أنه فن يُستعمل على نطاق واسع في كل القسم الجنوبي من إقليم تهامة التاريخي.

## الإيقاع
إيقاع المعشى هو إيقاع فلكلوري شائع الاستعمال في الألحان التهامية، ويعرف للمعشى إيقاعان هما الأشهر الأول على وزن (تك تك تك... دوم دوم... تك تك تك... دوم دوم...)، والثاني على وزن (تك تك تك... دوم... تك تك تك... دوم...).